# Ezri Dax
Pour les articles homonymes, voir Dax (homonymie).
Ezri Dax est un personnage de l'univers de fiction de Star Trek. Elle succède à Jadzia Dax dans la septième et dernière saison de la série Deep Space Nine, où elle est incarnée par la comédienne Nicole de Boer.

## Biographie
Le symbiote (ou symbiont) Dax en est à sa neuvième incarnation après plus de deux siècles d’existence, sa précédente hôtesse (Jadzia Dax) n'ayant pas survécu à sa rencontre avec Gul Dukat en 2374.
Ezri Tigan naît, quant à elle, en 2354 sur Trill mais c’est sur la septième planète du système de Sappora (où sa mère, Yanas, exploite une compagnie minière) qu’elle passe toute son enfance en compagnie de ses frères Janel et Norvo. Ne souhaitant nullement faire partie des initiés choisis parmi ses semblables pour porter un symbiote, elle se refuse à présenter sa candidature au programme correspondant mais elle n’a pas non plus envie de reprendre les rênes de l’entreprise familiale. Aussi intelligente que profondément indépendante, Ezri fait donc en sorte de s’éloigner d’une mère dont l’affection menace de l’étouffer et rejoint l’Académie de Starfleet en 2372 afin de suivre un programme de formation médicale et psychologique. Elle en sort promue en 2374.
Sa première affectation la conduit à assister le conseiller du Destiny, vaisseau à bord duquel elle sert sous le commandement du capitaine Raymer, lorsque ce navire est amené à transporter le symbiote Dax, maintenu en vie par le docteur Bashir depuis l’assassinat de Jadzia par Dukat (alors sous l’emprise d’un Pah-wraith). Alors que le Destiny a mis le cap sur la planète d'origine de l’entité vermiforme, l'état de celle-ci empire toutefois au point de nécessiter sa transplantation d’urgence dans le corps d’un nouvel hôte. Malgré son manque total de préparation en la matière, Ezri se trouve être la seule Trill à bord et accepte de recevoir le symbiote au risque de ne plus être la même vis-à-vis de ses proches (parmi lesquels l’enseigne Finok auquel elle est intimement liée). Elle se réveille d'ailleurs de l’opération qui s’ensuit avec l’impression de posséder huit personnalités en plus de la sienne mais sans conserver le moindre souvenir précis des relations qu'elle entretenait auparavant avec ses coéquipiers. 
Désormais identifiée sous le nom d’Ezri Dax, elle reçoit consécutivement une brève formation quant à son nouveau statut au sein de l’Institut de Symbiose installé sur Trill puis elle décide de rejoindre Deep Space Nine. Son cursus et ses qualités personnelles la conduisent à jouer le rôle de conseillère de la station avec le grade de sous-lieutenant (cette promotion intervenant au terme d'une évaluation psychologique approfondie effectuée sous couvert des plus hautes autorités médicales de Starfleet).
Sa connaissance (par le biais de l'héritage de Jadzia) de ceux qui constituent désormais son entourage représente à la fois pour Ezri un avantage et un handicap. Elle n’éprouve ainsi aucune difficulté à s’intégrer au petit groupe formé par la famille Sisko, décidant notamment d’accompagner Benjamin, Jake et Joseph dans leur quête de l’Orbe de l’Émissaire au nom de la vieille amitié qui lie Dax au capitaine de DS9. Elle s’entend également très bien avec Miles O'Brien et n’hésite pas à rallier Sappora VII lorsqu’il y disparaît durant sa quête de la veuve de Liam Bilby (un ancien représentant du Syndicat Orion qu’il avait été amené à rencontrer précédemment). Le retour d’Ezri auprès de la famille Tigan (qui vit toujours sur place) se solde cependant par un triste résultat : son frère Norvo est emprisonné pour le meurtre de Morika Bilby (la femme que recherchait vainement O'Brien) et la jeune Trill, voyant là le résultat de la désastreuse emprise de sa mère, conseille à son autre frère Janel de quitter les lieux à son tour, avant de ne plus pouvoir échapper à l'impitoyable Yanas.
Les relations de la « nouvelle » Dax avec Worf (qui s'était marié avec Jadzia peu avant la mort de cette dernière) s'avèrent quant à elles particulièrement ambiguës. Malgré l’identité qui vient de lui être donnée, la conseillère n’est effectivement pas tenue de rester l'épouse du Klingon mais elle se sent confusément attirée par lui alors qu'il se refuse pour sa part à rechercher chez Ezri ce qu'il aimait chez celle qui l'a précédée. À la fin de l’année 2375, en pleine guerre contre le Dominion, la conseillère de la station désobéit aux ordres qui lui ont été donnés et part au secours de Worf par-delà les lignes ennemies. Capturée en même temps que l'officier klingon de Starfleet par les Breens, elle est conduite ainsi que son compagnon (avec lequel elle parvient à avoir une conversation la laissant finalement libre de ses sentiments) auprès des dirigeants du Dominion et les deux officiers n’échappent à leur exécution que grâce à l’intervention inespérée de la résistance cardassienne. 
Présente un peu plus tard sur la passerelle du Defiant pour la dernière bataille spatiale majeure du conflit, Ezri Dax s’y illustre brillamment avant de retrouver Julian Bashir (avec lequel elle a choisi d'entamer une liaison riche de promesses) sur DS9.